# جون هردمان
جون هردمان (بالإنجليزية: John Herdman) (19 يوليو 1975 المملكة المتحدة - ) هو لاعب كرة قدم بريطاني.

## وصلات خارجية
جون هردمان على موقع الاتحاد الدولي (مؤرشف)  (الإنجليزية)
- جون هردمان على موقع الاتحاد الأوربي (الإنجليزية)
- جون هردمان على موقع قاعدة بيانات كرة القدم.إي يو (الإنجليزية)
- جون هردمان على موقع ناشيونال فوتبول تيمز (الإنجليزية)
- جون هردمان على موقع Soccerway.com (الإنجليزية)
- جون هردمان على موقع أوليمبيديا (الإنجليزية)